# 吴政娥
吴政娥（1993年3月24日—），韩国围棋职业二段棋手，出生于济州岛。2011年入段。
在2013年亞洲室內暨武藝運動會圍棋比賽上获女子团体赛银牌和混合双人赛铜牌（与姜昇旼搭档）。同年升入二段，进入第18届三星车险杯32强后被常昊和安成浚淘汰。
2014年第三届天台山·葛玄绿茶杯世界女子围棋团体锦标赛上胜奥田彩和张凯馨，负于芮迺伟。
同年与曹薰铉搭档在国手山脉国际围棋赛上胜武宫正树/万波奈穗和林海峰/黑嘉嘉，负于曹大元/张越然，并列冠军。
2015年在第五届黄龙士双登杯世界女子围棋擂台赛上连胜奥田纹、李赫、木部夏生、王晨星和藤泽里菜后负于宋容慧。2017年在第七届黄龙士精锻科技杯上连胜陆敏全三段和向井千瑛五段。2018年与李映九九段结婚。